# Lammas (organizacja)
Lammas Project – wspólnota intencjonalna i organizacja ekologiczna składająca się z 9 rodzin zamieszkałych w hrabstwie Pembrokeshire w Walii, mająca na celu rozwój ekowiosek, wywieranie znikomego wpływu na środowisko naturalne i prowadzenie szkoleń w tym zakresie. Założycielem i koordynatorem projektu jest Paul Wimbush. Dzięki pionierskim staraniom organizacji o wydanie pozwolenia na budowę ekowioski na terenie zielonym, zmieniono przepisy dotyczące zabudowy; najpierw w Pembrokeshire (2006), następnie w Walii (2010), a na początku 2013 dyskusja o możliwości budowania na terenach zielonych toczy się na poziomie całej Wielkiej Brytanii.

## Historia
Podczas obchodów przed-chrześcijańskiego święta plonów Lammas w sierpniu 2005 Paul Wimbush (wcześniej mieszkający w kilku zrównoważonych wspólnotach w Anglii były malarz-dekorator ze Swansea) omawiał z przyjaciółmi mający wejść wkrótce w życie przepis znany jako Policy 52, mający umożliwić budowę na terenach zielonych, postulowaną przez ekologów obok dyskusji o zmianie klimatu i rozważaną wobec rosnącego bezrobocia. Mając nadzieję na przychylne przyjęcie swojej inicjatywy, grupa zaczęła ustalać szczegóły przyszłej ekowioski położonej na skraju pastwisk i Parku Narodowego Pembrokeshire. Wiele osób zaangażowanych w planowanie ekowioski miało udział w kształtowaniu przepisu Policy 52, a aplikacja była pisana z uwzględnieniem jego wytycznych, toteż grupa spodziewała się bezproblemowego uzyskania pozwolenia na budowę. Przepis wszedł w życie w 2006. Organizacja została zarejestrowana w 2007. 
Pomimo istnienia już możliwości prawnych, przez 3 lata grupie odmawiano wydania pozwolenia na rozwój założenia. Przeszkodą mógł być używany w aplikacji zwrot „życie we wspólnocie” (community living), kojarzący się z hippisami z lat 60. XX wieku. Jednak ta wspólnota była zorganizowana wokół rozwiązywania problemów ekologicznych, a nie uciekania od rzeczywistości. Grupa otrzymała ponad 1500 listów polecających, a w aplikacji przedstawiła ponad 800 stron tekstu i 200 ilustracji, które Paul Wimbush zawiózł do urzędu na taczce wypełnionej segregatorami. Mimo to, lokalny urząd w Pembrokeshire powołał się na braki formalne w aplikacji i unieważnił ją, i dopiero groźba skierowania sprawy do Wysokiego Sądu Sprawiedliwości (High Court) poskutkowała przyznaniem się urzędu do błędu i sfinansowaniem dodatkowych kosztów uzupełnienia dokumentacji. Organizacji udało się zorganizować wizję lokalną ze strony walijskiej komisji projektowania (Design Commission for Wales), po której wizytator określił ich jako „najbardziej inspirujący projekt, jaki kiedykolwiek widział” i zalecił urzędowi w Pembrokeshire współpracę i przychylność wobec projektu. 

## Ekowioska Tir-y-Gafel
Po odmowach otrzymania pozwolenia na budowę od rady hrabstwa Pembrokeshire, w wyniku apelacji wniesionej do Welsh Assembly Government, w sierpniu 2009 organizacja uzyskała pozwolenie na budowę ekowioski Tir y Gafel na powierzchni 76 akrów w pobliżu wsi Glandwr w Walii. Budowę rozpoczęto jesienią 2009. Założono 9 małych gospodarstw rolnych, wybudowano domy, zasadzono drzewa i założono ogrody i leśne ogrody zgodnie z regułami permakultury. Założenie nie ma dostępu do sieci energetycznej. 
Jednym z warunków uzyskanego pozwolenia na budowę było wykazanie w ciągu 5 lat, że założenie jest w 75% samowystarczalne. Taka efektywność jest możliwa do uzyskania przy stosowaniu systemów permakultury, a nie rolnictwa tradycyjnego. Organizacja szacuje, że z posiadanego terenu może uzyskać produkty warte ok. £108.000 rocznie, zaś poprzednio wartość produktów z tego obszaru wynosiła zaledwie £2500 rocznie. Wspólnota pozyskuje wodę i materiały opałowe na swoje potrzeby oraz wytwarza elektryczność, produkuje też 60% potrzebnej żywności. Już w drugim roku istnienia była w 20% samowystarczalna, produkując w 2011 roku 100% zużywanej przez siebie elektryczności, materiałów opałowych i przetwarzając 100% odpadów. Założyciel Paul Wimbush spodziewa się uzyskać wynik 40% za trzeci rok istnienia ekowioski. 

## Budynki
Niska zabudowa ekowioski wpisuje się w pejzaż dzięki zielonym dachom – praktyce spopularyzowanej przez Tony'ego Wrencha – i stosowaniu materiałów naturalnych, takich jak drewno, słoma, glina, mech. Budynki wykorzystują pasywne ogrzewanie, elektryczność generowana jest ze źródeł odnawialnych (turbiny wiatrowe, panele solarne), pozyskiwana jest także woda deszczowa.
Znanym przykładem niskokosztowego budownictwa z ekowioski jest dom Hobbit House należący do rodziny Simona Dale'a, wybudowany za £3000. Tak niski koszt budowy wynika z użycia własnej siły roboczej (właściciel Simon Dale, jego teść i ponad 50 wolontariuszy, ok. 1000–1500 roboczogodzin) oraz materiałów budowlanych dostępnych na miejscu: drewno, glina, słoma, okna z recyklingu; stworzono też zielony dach. Dom jest zbudowany na drewnianym szkielecie wypełnionym słomą (strawbale), wyposażony w panele solarne, piec do opalania drewnem i toaletę kompostową. Woda jest doprowadzona grawitacyjnie ze strumienia, a lodówka jest chłodzona powietrzem dochodzącym poprzez fundamenty w ziemi. Główne narzędzia używane do budowy to piła łańcuchowa, młotek i 1-calowe dłuto. Po 4 miesiącach od rozpoczęcia budowy rodzina wprowadziła się do domu.
W 2012 w sąsiedztwie ekowioski wybudowano, przy użyciu tych samych technik, podobny okrągły dom (roundhouse) dla Charliego i Meg z dzieckiem, znany jako Charlie's House. Budowa kosztowała ok. £15 000 i trwała około roku. Dom przedstawiono w 45 odcinku filmu dokumentalnego Living In The Future (7'46").

## Low Impact Development
Organizacja działa w kierunku rozwoju polityki budowlanej wspierającej budownictwo wywierające znikomy wpływ na środowisko. W Wielkiej Brytanii były problemy formalne z zamieszkaniem w lesie ze względu na trudności z uzyskaniem pozwolenia na budowę. Od 2002 organizacja Lammas opublikowała szereg raportów (dostępnych na stronie internetowej), dotyczących przede wszystkim kwestii środowiskowych i barier w obecnym systemie prawnym, ale także spraw społecznych i psychologicznych związanych z tworzeniem i życiem w ekowiosce. Jedno z opracowań dotyczy systemu polityki budowlanej One Wales: One Planet, który wszedł w życie w lipcu 2010, i jest przeznaczone dla developerów.
Organizacja miała wpływ na ukształtowanie się pierwszego w Wielkiej Brytanii prawa do budowania nowych założeń na terenach, z którymi przyszły lokator będzie związany poprzez swoją pracę (np. utrzymywanie się z pracy na roli lub zarządzanie terenem leśnym) ustanowionego w Pembrokeshire ("Policy 52"). Od tamtej pory Lammas prowadzi kampanię na rzecz ustanowienia podobnych możliwości prawnych na całym terenie Wielkiej Brytanii. W 2009–2010 Walia przyjęła system polityki rozwoju budownictwa One Wales: One Planet biorąc pod uwagę kwestie znikomego wpływu na środowisko.

## Edukacja
W grudniu 2009 organizacja wygrała dotację £346 935 z przeznaczeniem na centrum badawcze, edukacyjne i promujące rozwój założeń mających niski wpływ na środowisko naturalne. Znalazła się w grupie 10 finalistów konkursu Low Carbon Communities Challenge zorganizowanym przez Department of Energy and Climate Change (DECC), między których podzielono nagrodę £10 mln, spośród ogólnej liczby 300 aplikujących wspólnot. Prace budowlane rozpoczęto w styczniu 2010.
Organizacja oferuje kursy zarządzania lasem, wyplatania koszyków, ogrodnictwa i budownictwa naturalnego przy użyciu różnych technik. Możliwe jest też odwiedzenie ekowioski jako wolontariusz.

## Media
Organizacja wydała książki:
- Low Impact Development (2008), dostępna do pobrania za darmo ze strony internetowej organizacji
- The Birth of an Ecovillage (2012) – autor: Paul Wimbush (założyciel organizacji Lammas[2])

O organizacji nakręcono film dokumentalny Living In The Future (reż. Helen Iles), ufundowany dzięki crowdfundingowi (zebrano £1562 z potrzebnych £1250) w październiku 2012. Materiał filmowy kręcono na przestrzeni 4 lat. Premiera miała miejsce 24 stycznia 2013.
Film z 2007 pt. Ecovillage Pioneers (reż. Helen Iles) powstał jako zbiór 12 programów przedstawiających zarówno kolejne etapy starań organizacji Lammas o uzyskanie pozwolenia na budowę ekowioski w Walii, jak i różne ekowioski na świecie, m.in. Crystal Waters w Australii, ekowioskę Findhorn w Szkocji, pierwszą ekowioskę w Irlandii, Centre of Alternative Technology (CAT) w Walii i Sunseed Desert Technology Centre w Hiszpanii. 10 000 kopii filmu zostało rozprowadzonych przez Permaculture Magazine. Produkcja każdego z odcinków 50-minutowego filmu kosztowała ok. £700.